# Elisa Berg

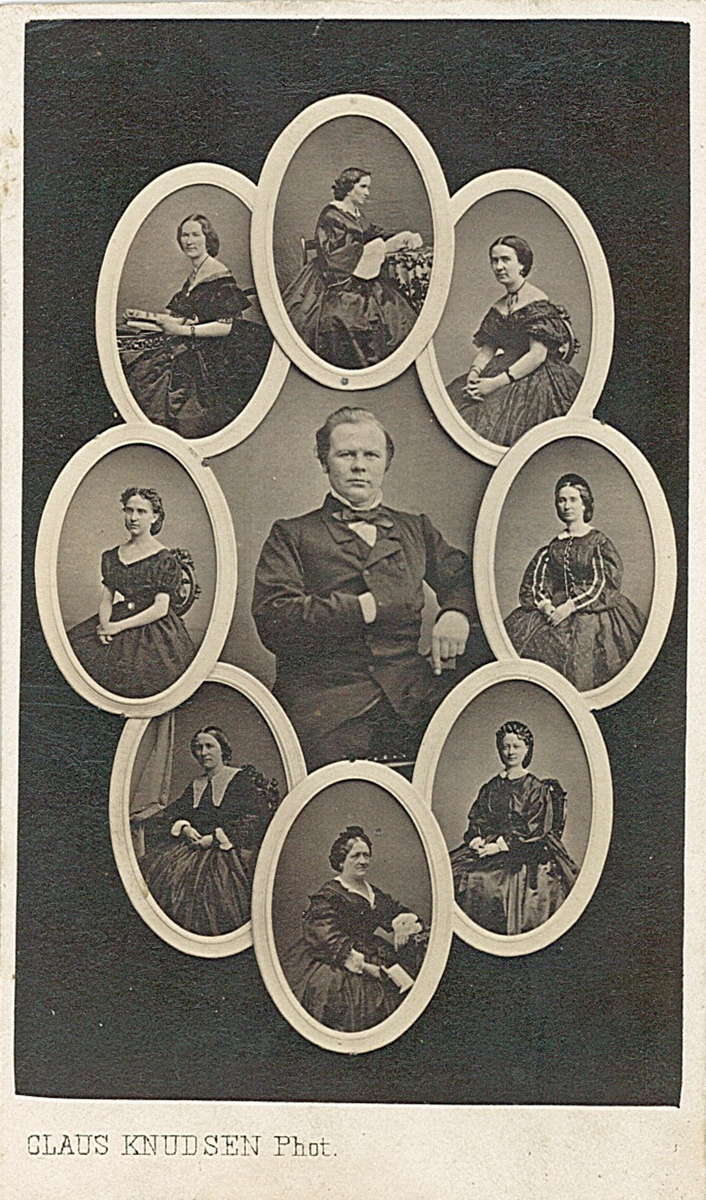
Johannes Brun i mitten med Louise Brun överst och, medsols, skådespelarkollegerna Lucie Wolf, Clara Ursin, Elisa Bidenkap, Signe Giebelhausen, Sofie Parelius, Amalie Døvle och Laura Gundersen.

Elisabeth "Elisa" Jensine Berg, född 15 februari 1837 i Bergen i Norge, död 28 maj 1885 i Kristiania i Norge, var en norsk skådespelare. 
Hon debuterade vid Det norske Theater i Bergen 1854 och var sedan engagerad växelvis vid Kristiania norske Theater och Christiania Theater från 1855 fram till sitt giftermål 1866, då hon avslutade sin karriär. Hon var under sin verksamhetstid en uppmärksammad skådespelare som gjorde en rad större roller. 
Gift 1866 med Johan Lauritz Bidenkap.